# Thomas Schädler
Thomas Schädler (* 24. Oktober 1967 in Rosenheim, Bayern) ist ein ehemaliger deutscher Eishockeyspieler, der in der Bundesliga für den SB Rosenheim und in der DEL für die Schwenninger Wild Wings spielte. Nach seinem Karriereende als Spieler im Jahre 2004 schlug Schädler eine Eishockey-Trainerlaufbahn ein. Zwischen 2021 und 2023 war er hauptamtlicher Bundestrainer der DEB Frauen-Nationalmannschaft.

## Karriere

### Als Spieler
Der 1,80 m große Center begann seine Profikarriere in der Saison 1986/87 beim SB Rosenheim, wechselte dann aber zunächst in die 2. Bundesliga zum SV Bayreuth. 1992 kehrte der Linksschütze zu den inzwischen ebenfalls zweitklassigen Rosenheimern zurück. Allerdings schaffte der Stürmer noch in derselben Spielzeit mit dem Traditionsverein den Wiederaufstieg in die 1. Bundesliga. Mit Einführung der neuen höchsten deutschen Profispielklasse DEL wechselte Schädler zu den Schwenninger Wild Wings, die er nach einem Jahr in Richtung Heilbronner EC verließ. Für den HEC stand der fünf Spielzeiten lang in der zweiten Spielklasse auf dem Eis und entwickelte sich dort zu einem der Führungsspieler. Noch heute hat der Bayer mit 274 Spielen die zweitmeisten Einsätze für die Heilbronner in deren Vereinsgeschichte absolviert.
Im Jahr 2000 unterschrieb Thomas Schädler einen Vertrag beim Oberligisten EHC Bad Aibling. Nach zwei Spielzeiten wechselte er zum Ligakonkurrenten TuS Geretsried, die er wiederum nach einem Jahr in Richtung seines inzwischen in die viertklassige Regionalliga abgestiegenen und in „Starbulls“ umbenannten Heimatverein aus Rosenheim verließ. Dort beendete der Angreifer seine Karriere nach der Saison 2003/04.

### Als Trainer
Nachdem Schädler seine Trainerlizenz erhalten hatte, übernahm er zur Saison 2008/09 die Position als Trainer der DNL-Mannschaft des SB Rosenheim. Diese Position übte er zehn Jahre lang aus, davon viele Jahre gleichzeitig als Leiter der Nachwuchsabteilung des Vereins. Parallel dazu war er für verschiedene Auswahlmannschaften des DEB als Honorartrainer tätig. Ab der Saison 2019/20 übernahm der hauptamtlich die Position des U16-Bundestrainers beim DEB und legte sein Amt beim SB Rosenheim nieder. Ende Mai 2021 wurde er vom DEB zum Cheftrainer der Frauennationalmannschaft befördert und hatte dieses Amt bis Mai 2023 inne.

## Karrierestatistik
(Legende zur Spielerstatistik: Sp oder GP = absolvierte Spiele; T oder G = erzielte Tore; V oder A = erzielte Assists; Pkt oder Pts = erzielte Scorerpunkte; SM oder PIM = erhaltene Strafminuten; +/− = Plus/Minus-Bilanz; PP = erzielte Überzahltore; SH = erzielte Unterzahltore; GW = erzielte Siegtore; 1 Play-downs/Relegation; Kursiv: Statistik nicht vollständig)

1) inklusive „1. Liga“ (1994–1998) und „Bundesliga“ (1998–1999)